# Universität Fukuchiyama
Koordinaten: 35° 17′ 3,6″ N, 135° 7′ 42,2″ O

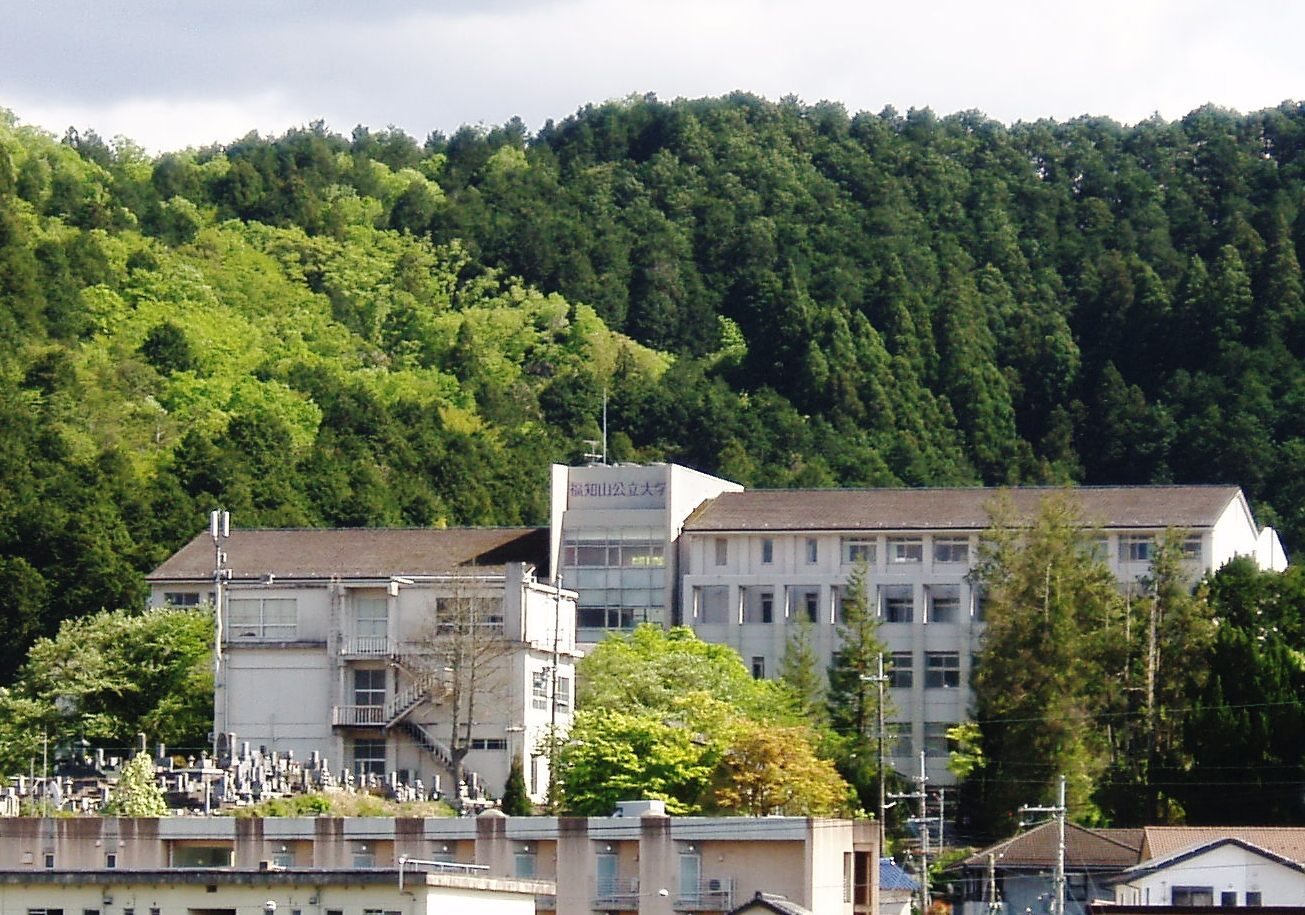
Fernsicht (2016)

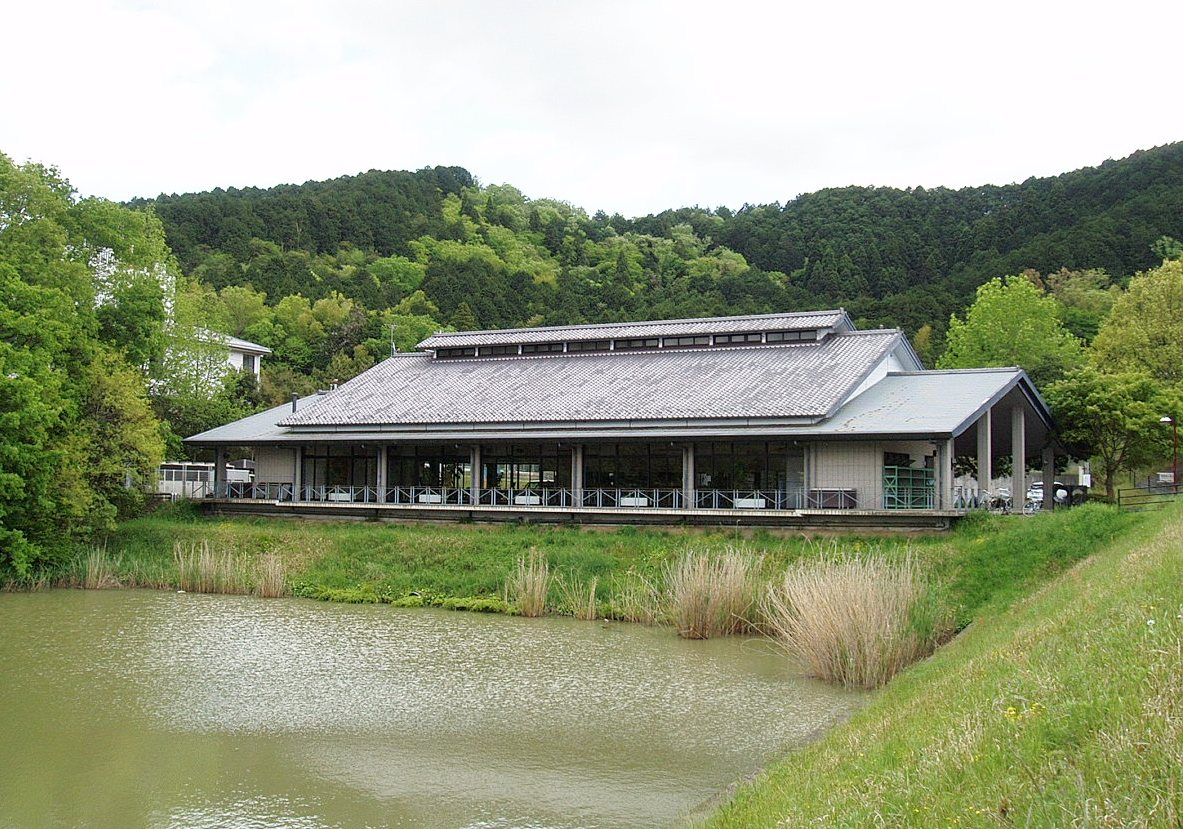
Mensa (2016)

Die Universität Fukuchiyama (japanisch 福知山公立大学, Fukuchiyama kōritsu daigaku, wörtlich „Öffentliche Universität Fukuchiyama“, engl. University of Fukuchiyama) ist eine städtische Universität in Japan. Sie liegt in Fukuchiyama in der Präfektur Kyōto.
Die Universität war vor April 2016 eine private Hochschule – Seibi-Universität (成美大学), die nicht genug Studenten aufnehmen konnte. Im April 2016 übernahm die von der Stadtverwaltung Fukuchiyama finanzierte Körperschaft die Universität.
Der Ursprung der Hochschule liegt in der 1871 von Gyōmin Nishigaki (西垣 堯民) gegründeten Privatschule Aika Sōsha (愛花草舎). Sie wurde 1877 in Nishigaki Seibi Juku (西垣成美塾) umbenannt, 1910 dann in Nishigaki-Seibi-Schule (西垣成美黌). 1924 gründete die Schulstiftung die Handelsschule Fukuchiyama, 1941 dann die Höhere Handelsschule Fukuchiyama (福知山高等商業学校), die 1944 zum Technikum Fukuchiyama reorganisiert wurde.
1950, nach dem Pazifikkrieg, wurde das Technikum wieder zur Handelshochschule – die San’in-Tanki-Daigaku (山陰短期大学), die 1956 in Kyōto-Tanki-Daigaku umbenannt wurde. 2000 entwickelte die Tanki Daigaku sich zur 4-jährigen Hochschule, Kyōto-Sōsei-Universität (京都創成大学), die 2010 in Seibi-Universität umbenannt wurde.
Die Universität begann mit einer Fakultät – Fakultät für Regional Management. 2020 wurde sie um die Fakultät für Informatik erweitert. 2024 wird die Graduate School für Regionalstudien und Informatik (大学院地域情報学研究科) zufügen.

## Fakultäten
- Fakultät für Regional Management
- Fakultät für Informatik